# Леоне Сьєрра-Леоне
Леоне Сьєрра-Леоне (англ. Sierra Leonean leone) — національна валюта Сьєрра-Леоне; дорівнює 100 центам.
Міжнародне позначення валюти — SLE (внутрішнє позначення — Le).

## Історія
До 4 серпня 1964 року грошовою одиницею Сьєрра-Леоне був західноафриканській фунт, що ділився на 20 шилінгів та 240 пенні та дорівнював фунту стерлінгів. 4 серпня 1964 року було здійснено перехід на десяткову грошову систему. Новою грошовою одиницею був оголошений леоне (рівний 100 центам). Західноафриканські фунти поступово вилучалися з обігу і станом на 4 лютого 1966 року втратили силу законного платіжного засобу.

## Опис

### Банкноти
У готівковому обігу перебувають банкноти номіналом у 1000, 2000, 5000, 10000 леоне. З номінального ряду видно, що центовий поділ леоне сьогодні є суто формальним.
У червні 2010 року Банк Сьєрра-Леоне випустив нову серію банкнот, які є трохи менше за розміром, ніж банкноти з попередньої серії, у них підвищена ступінь захисту від підробок і вони більш довговічні.
У 2022 вийшла деномінована серія банкнот 1, 2, 5, 10, 20.

### Монети
У готівковому обігу перебувають монети номіналом 10, 50, 100 і 500 леоне.
Реверс монети номіналом у 10 леоне містить цифрове позначення номіналу, розміщеного між двома рибами в колі, і напис «REPUBLIC OF SIERRA LEONE», на аверсі вміщено зображення голови мавпи і напис «SIERRA LEONE».
На зворотному боці монети номіналом 50 леоне зображено будівлю і напис «REPUBLIC OF SIERRA LEONE», а на аверсі розміщені портрет місцевого жителя у трикутному капелюсі і напис «SIR HENRY LIGHTEFOOT-BOSTON». Кокосові горіхи на гілці й напис «REPUBLIC OF SIERRA LEONE» прикрашають реверс монети у 100 леоне, на аверсі цієї монети зображені портрет тубільного чоловіка і напис «NAIM-BANA». На реверсі монети номіналом у 500 леоне зображено будівлю і викарбуваний напис «REPUBLIC OF SIERRA LEONE. UNITY FREEDOM JUSTICE», аверс цієї монети прикрашений портретом тубільного чоловіка і написом «KAI LONDO 1845–1896». Усі монети мають гладкий гурт.